# ベルンハルト1世 (ブラウンシュヴァイク＝リューネブルク公)
ベルンハルト1世（ドイツ語: Bernhard I., 1358年/1364年/1365年 - 1434年6月11日）は、ブラウンシュヴァイク＝リューネブルク公の1人で、リューネブルク侯（在位：1388年 - 1409年、1428年 - 1434年）、ヴォルフェンビュッテル侯（在位：1400年 - 1428年）。リューネブルク侯、ヴォルフェンビュッテル侯マグヌス2世と妃カタリーナ・フォン・アンハルト＝ベルンブルクの間の次男。ヴォルフェンビュッテル侯フリードリヒ1世の弟、リューネブルク侯、ヴォルフェンビュッテル侯ハインリヒ1世の兄。

## 生涯
1373年、父がリューネブルク継承戦争で敗れて戦死し、父を戦死させたアスカーニエン家のアルブレヒト3世とその叔父ザクセン選帝侯ヴェンツェルと和睦を結び、ヴェンツェルの娘マルガレーテと結婚、ヴェルフ家とアスカーニエン家が交互にリューネブルク侯領を継承すると決められた。1385年にアルブレヒト3世が亡くなったため、1388年にヴェンツェルに対して、反乱を起こしこれを撃破した。しばらくしてヴェンツェルがベルンハルト1世の居城であるツェレを包囲したが、ヴェンツェルが急死したため弟のハインリヒ1世と共にリューネブルク侯領を継承した。
ローマ王ヴェンツェルの対立王に選出された兄のヴォルフェンビュッテル侯フリードリヒ1世が1400年に暗殺されると、ハインリヒ1世と共に実行者と疑われたマインツ大司教とヴァルデック伯ハインリヒ7世と交戦した。フリードリヒ1世に息子がなかったため、ヴォルフェンビュッテル侯領もハインリヒ1世と共に相続した。
その間にエルツェンを拠点とするエーファーシュタイン伯のヘルマン7世を討伐した。長い間、戦いは続いたが1408年にヘルマン7世と和平条約を結び、ヘルマン7世の娘エリーザベトを、ベルンハルト1世の嫡子オットー4世に嫁がせることで成立した。
1409年にハインリヒ1世と条約を交わし、リューネブルクはハインリヒ1世の単独統治になる代わりにヴォルフェンビュッテルはベルンハルト1世が治める事になった。1428年にも甥（ハインリヒ1世の息子）のヴィルヘルム1世、ハインリヒ2世兄弟と領土を交換、リューネブルク侯爵となった。
1434年に死去、2人の息子オットー4世とフリードリヒ2世がリューネブルクを共同で相続した。1634年にハインリヒ1世の系統が断絶した後にベルンハルト1世の子孫であるアウグスト2世、ゲオルクがそれぞれヴォルフェンビュッテル、カレンベルク侯領を継承、アウグスト2世の子孫はブラウンシュヴァイク公国を創設、ゲオルクの子孫・ジョージ1世はリューネブルク侯領とイギリス王位を継承、ハノーヴァー朝の祖となった（ハノーファー王国も創設）。

## 子女
1386年にマルガレーテ（ヴェンツェルの娘）と結婚、3人の子を儲けた。
- オットー4世（1400年? - 1445年/1446年） - 曲公・不自由公。
- フリードリヒ2世（1418年 - 1478年）
- カタリーナ（? - 1429年） - ポンメルン公カジミール5世と結婚。

| 爵位・家督                         | 爵位・家督                                                                 | 爵位・家督                         |
| ---------------------------------- | -------------------------------------------------------------------------- | ---------------------------------- |
| 先代 ヴェンツェル                  | リューネブルク侯 1388年 - 1409年 （ハインリヒ1世と共治）                   | 次代 ハインリヒ1世                 |
| 先代 フリードリヒ1世               | ヴォルフェンビュッテル侯 1400年 - 1428年 （1409年までハインリヒ1世と共治） | 次代 ヴィルヘルム1世 ハインリヒ2世 |
| 先代 ヴィルヘルム1世 ハインリヒ2世 | リューネブルク侯 1428年 - 1434年                                           | 次代 オットー4世 フリードリヒ2世   |